# Конавоске стијене
Конавоске стијене су стрме литице и посебан крајолик близу насеља Поповићи у општини Конавле. Достижу висину и до 300 м а у просеку од 100 - до 200 m. Налазе на подручју Цавтата и јединствена су природна атракција на хрватском делу Јадранског мора.
Ту се налази и уређена пешачка стаза којом је могућ обилазак и шетња. Уз ту посебну еколошку стазу су постављене ознаке за бројне ретке врста флоре (за неколико ендема као дубровачка зечина, дрвенаста млечика, грмаста главуља и др.) и фауне овога подручја. 
У току је и поступак заштите тог подручја кроз проглашење парком природе.